# 四不死
四不死（越南语：／）為越南四大民間傳說人物，包括：傘圓山聖、扶董天王、褚童子、柳杏公主。

## 名稱
- 傘圓山聖（越南语：／）；亦稱「山精」（越南语：／）。
- 扶董天王（越南语：／）；亦稱「聖𢶢」（越南语：／）、「冲天神王」（越南语：／）。
- 褚童子（越南语：／）。
- 柳杏公主（越南语：／）；亦稱「柳杏」（越南语：／）、「婆主柳」（越南语：／）、「母柳杏」（越南语：／）。